# Calyptophilus tertius
La tangara haitiana o chirrí de Bahoruco (Calyptophilus tertius) es una especie de ave paseriforme de la familia Calyptophilidae endémica de la isla La Española. 

## Taxonomía
Anteriormente se consideraba que la tangara haitiana era una subespecie de la tangara dominicana (C. frugivorus), pero ahora se consideran especies separadas, al constatarse el alto grado de divergencia en su ADN mitocondrial. Se cree que el proceso de especiación se produjo en dos antiguas islas que posteriormente se unieron para formar la actual isla de La Española.

## Descripción
La tangara haitiana mide alrededor de  20 cm de largo. El plumaje de sus partes superiores es de color pardo oscuro, negruzco en la parte superior de la cabeza. Su garganta y pecho son de color blanco que se va difuminando hasta convertirse en el pardo grisáceo del vientre y flancos. Presenta una pequeña mancha amarilla en el lorum. Su cola es larga y redondeada. 
La tangara haitiana tiene un aspecto muy similar a la tangara dominicana, pero esta última es más pequeña (alrededor de 17 cm) y tiene un anillo ocular amarillo del que carece la tangara haitiana.

## Distribución y hábitat
La tangara haitiana se encuentra en el sur de Haití y en la sierra de Bahoruco, en el suroeste de la República Dominicana. La tangara haitiana vive en bosques húmedos de áreas montañosas, en altitudes superiores que la tangara dominicana. Se alimenta principalmente en el suelo.